# Calape
Calape (Bayan ng Calape) är en kommun i Filippinerna. Kommunen tillhör provinsen Bohol och ligger på ön med samma namn. Folkmängden uppgår till 27 921 invånare.

## Bildgalleri

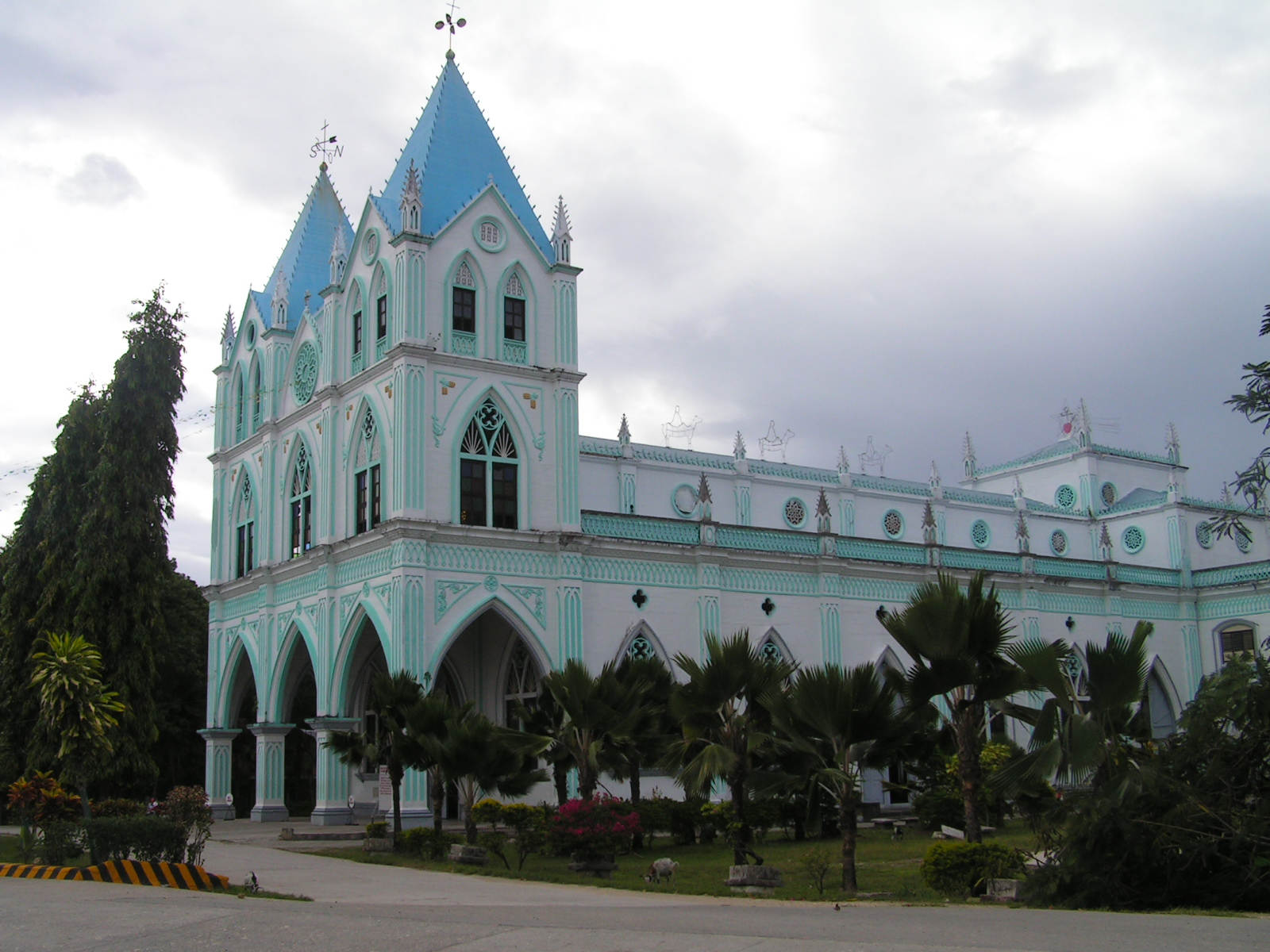
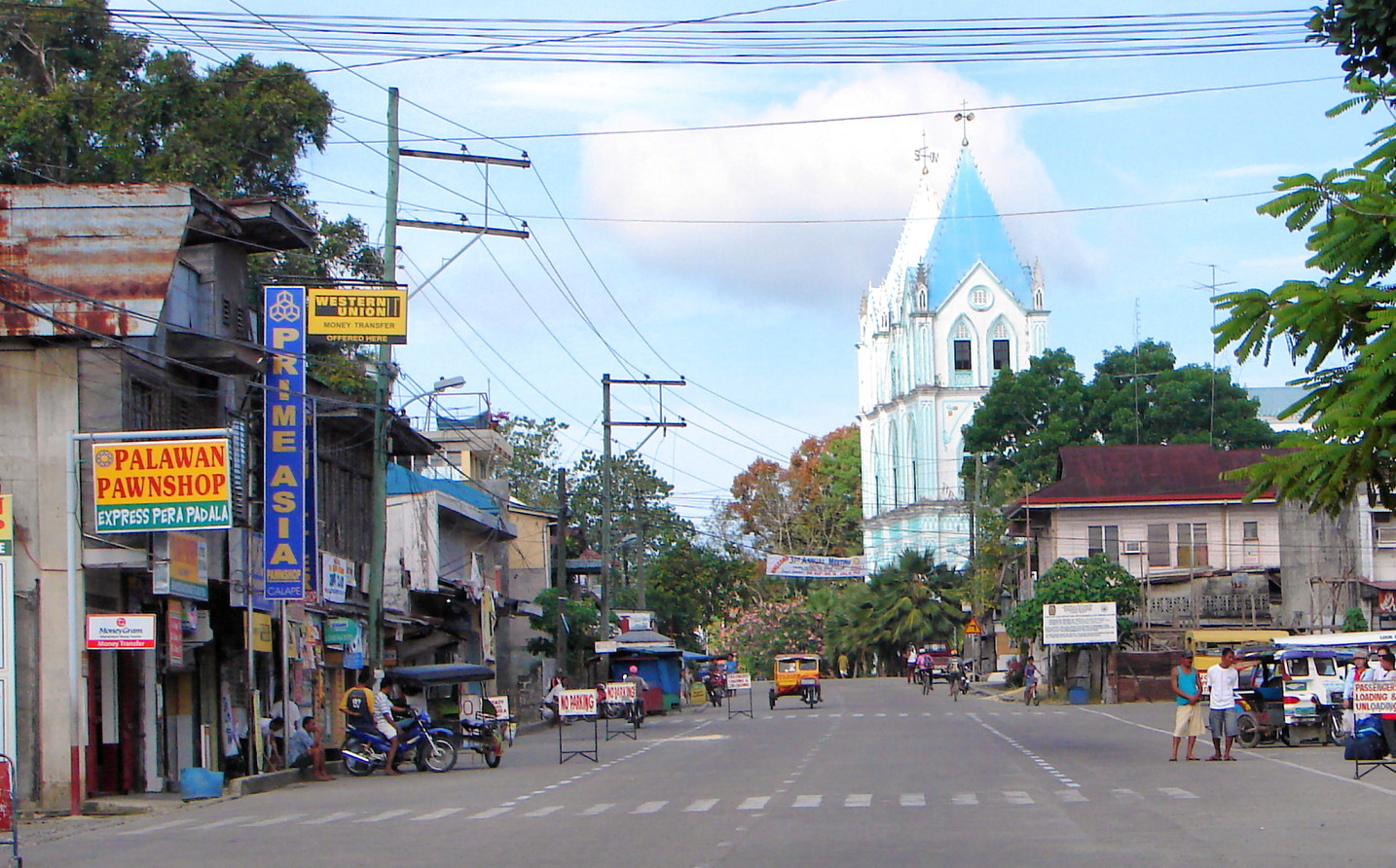
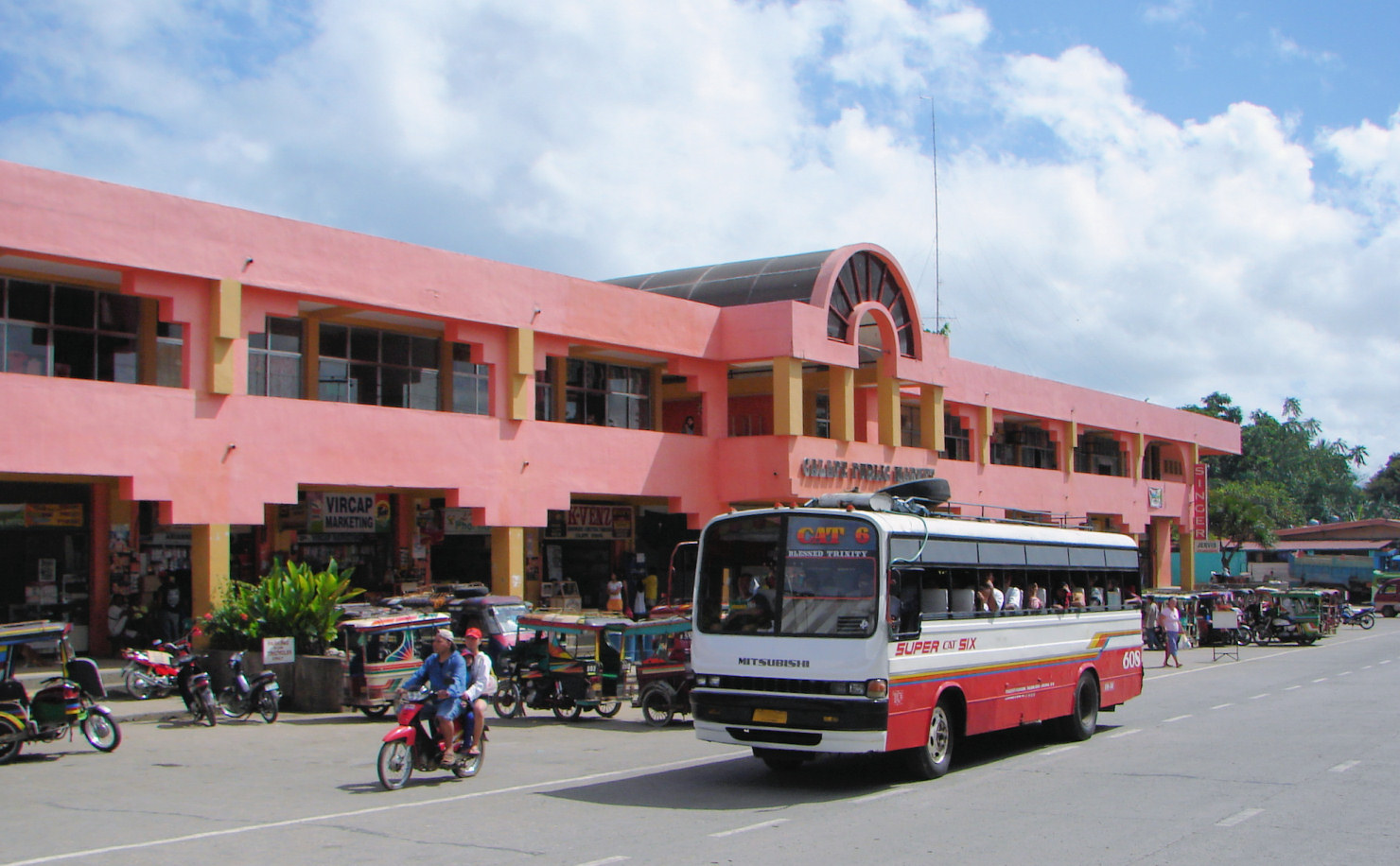

## Barangayer
Calape är indelat i 33 barangayer.
| - Abucayan Norte - Abucayan Sur - Banlasan - Bentig - Binogawan - Bonbon - Cabayugan - Cabudburan - Calunasan - Camias - Canguha | - Catmonan - Desamparados (Pob.) - Kahayag - Kinabag-an - Labuon - Lawis - Liboron - Looc - Lomboy - Lucob - Madangog | - Magtongtong - Mandaug - Mantatao - Sampoangon - San Isidro - Santa Cruz (Pob.) - Sohoton - Talisay - Tinibgan - Tultugan - Ulbujan |